# 須藤茉麻
須藤 茉麻（すどう まあさ、1992年7月3日 - ）は、日本のアイドル、歌手、タレント、女優。ハロー!プロジェクト・キッズを経て、Berryz工房のメンバーとして活動した。メンバーカラーはブルー。
東京都出身。血液型O型。身長168 cm。アップフロントクリエイト所属。

## 略歴
- 2002年6月30日、ハロー!プロジェクト・キッズ オーディションに合格し、ハロー!プロジェクト・キッズの一員となる。
- 2004年3月3日、Berryz工房としてメジャーデビュー。
- 2010年12月4日、初主演映画である「ライトノベルの楽しい書き方」が公開。
- 2015年3月3日、Berryz工房の無期限活動停止[3]とともに、ハロー!プロジェクトを卒業。その後はアップフロントプロモーション演劇女子部のプレイングマネージャーとして後輩の指導を行うとともに、お芝居をメインに女優として活動中。
- 2023年1月1日、所属事務所をジェイピィールームからアップフロントクリエイトへ移籍。

## 人物
- アニメ好き、特に名探偵コナンが好き。スターバックス好き。[4]
- ハロープロジェクト時代はメンバーのお尻を触るのが好きで、その理由は「コミュニケーション」だと話していた。[5][6]
- Berryz工房の熊井友理奈と仲が良く、くまぁずコンビと言われており、度々二人でファンクラブイベントなども開催している。[7][8]
- 「Berryz工房ラストコンサート2015　Berryz工房行くべぇ～」ではオーディションを受けた理由を「モーニング娘。が好きだってインタビューでは言ってきましたが、実は嘘で、実は妹のついでで受けたんです。本当は、辻さんと加護さんの区別もつかないくらいアイドルに興味がなかった。でも、こんなに楽しい空間を作ってくれたのはファンでした。もし、あの日に戻るとしても同じ道を選ぶと思います。後悔していません」[9]と述べている。
- 2014年7月に普通自動車免許を取得[10]。

## 作品

### シングル
- げんき印の大盛りソング/お菓子つくっておっかすぃ〜 - ミニモニ。と高橋愛+4KIDS 名義

## 出演
ハロー!プロジェクト全体、ハロー!プロジェクト・キッズ全体、及び各所属ユニット全体での出演はそれぞれの項目を参照。

### ミュージックビデオ
- 藤本美貴「ブギートレイン'03」 - バックダンサー

### テレビ番組
- 第54回NHK紅白歌合戦 - 松浦亜弥「ね〜え?」のバックダンサー
- 第56回NHK紅白歌合戦 - 松浦亜弥「気がつけば あなた」、モーニング娘。「LOVEマシーン」のバックダンサー
- 第57回NHK紅白歌合戦 - GAM&モーニング娘。「Thanks!」「歩いてる 2006」「Ambitiousバージョン」のバックダンサー
- ハロー!モーニング。「ミニモニ。河童の花道」

### テレビドラマ
- 数学♥女子学園（2012年1月11日 - 3月28日、日本テレビ） - 大久保冬美 役
- ハンチョウ〜警視庁安積班〜 第5話（2012年5月7日、TBS） - 大友果歩 役
- 呪報2405 ワタシが死ぬ理由 第11話・最終話（2012年9月20日・27日、関西テレビ） - 沢渡春香 役
- 南くんの恋人〜my little lover 第6話（2015年12月15日、フジテレビ） - 看護婦 役
- ほぼ日の怪談。「見てはいけない者」「思い出した回答」（2020年8月26日 - テレビ神奈川）
- 警視庁臨海署安積班 （2021年2月8日、テレビ東京） - 安積涼子 役

### テレビアニメ
- イナズマイレブン（2009年） - 御堂玲華 役[11]

### ゲーム
- イナズマイレブン ストライカーズ（2011年 - 2012年、御堂玲華） - 3作品[注 1]

### ラジオドラマ
- TBSラジオ エブ★ラジ 夜の連続スマホ小説「Week End Survivor〜粛清ゲーム〜」 - 桐本 役[12]

### 映画
- ミニモニ。じゃムービーお菓子な大冒険（2002年12月14日公開、東映） - マーサ 役
- ライトノベルの楽しい書き方（2010年12月4日公開、アートポート）[13] - 主演・流鏑馬剣 役[14]
- 王様ゲーム（2011年12月17日公開、BS-TBS） - 清水智子 役[15]
- やっさだるマン（2018年4月21日公開、スターキャット） - 赤畑里美 役

### 舞台
- 劇団ゲキハロ第10回公演「大正浪漫 ハイカラ探偵王 青いルビー殺人事件」（2011年6月29日 - 7月3日、六本木・俳優座劇場） - 椿河原薫子 役
- 大人の麦茶 第十九杯目公演「B・B〜bumpy buddy〜」（2012年5月9日 - 15日、新宿・紀伊國屋サザンシアター） - 児島安莉／児島アイ（安莉の姉） 役 ※2役
- 劇団ゲキハロ第12回公演「キャッツ♥アイ」（2012年9月22日 - 30日、池袋・サンシャイン劇場／10月13日 - 14日、大阪・イオン化粧品シアターBRAVA!） - 来生泪 役
- 演劇女子部 ミュージカル「Week End Survivor」（2015年3月26日 - 4月5日、池袋・シアターグリーン BIG TREE THEATER）[16] - キリモト 役
- 演劇女子部 ミュージカル「TRIANGLE-トライアングル-」（2015年6月18日 - 28日、池袋・サンシャイン劇場） - ゼータ 役
- 刻め、我ガ肌ニ君ノ息吹ヲ（2015年8月5日 - 9日、北千住・シアター1010） - 常葉 役
- 演劇女子部 ミュージカル「サンクユーベリーベリー」（2015年10月8日 - 18日、池袋・シアターグリーン BIG TREE THEATER） - 六日坊主 役　※演出も担当
- スーパーダンガンロンパ2 THE STAGE 〜さよなら絶望学園〜（2015年12月3日 - 13日、Zeppブルーシアター六本木） - 罪木蜜柑 役
- アリスインプロジェクト「クォンタム・ドールズ 〜量子境界の遊歩者〜」（2016年1月6日 - 11日、新宿村LIVE） - ランドグリーズ 役
- のぶニャがの野望番外公演「ねこ軍議〜飼い猫はどいつニャ?〜」（2016年3月5日、笹塚ファクトリー） - 特別出演・いニャ姫 役
- 演劇女子部「気絶するほど愛してる!」（2016年3月25日 - 4月3日、池袋・シアターグリーン BIG TREE THEATER）
- 昆虫戦士コンチュウジャー（2016年6月8日 - 12日、新宿・紀伊國屋ホール） - ヒロイン・桜田‘ファミリア’明日香 役
- 水木英昭プロデュース「眠れぬ夜のホンキートンクブルース第二章～キセキ～」（2016年8月31日 - 9月28日、東京 / 札幌 / 名古屋 / 福岡 / 広島 / 神戸 / 仙台） - 樹里亜 役
- 演劇女子部「ネガポジポジ」（2016年11月3日 - 20日、池袋・シアターグリーン BIG TREE THEATER） - 未知 役
- おなかポンポンショー「死んでもいい!」（2017年1月11日 - 15日、下北沢・シアター711） - 主演
- 舞台「乱歩奇譚 Game of Laplace」（2017年4月12日 - 16日、新宿・シアターサンモール） - ホシノ 役
- 昆虫戦士コンチュウジャー 〜ただの再演じゃ終わらない、そうだろみんな!?〜（2017年5月10日 - 18日、池袋・あうるすぽっと） - ヒロイン・桜田‘ファミリア’明日香 役
- 桜飛礫（さくらつぶて）（2017年5月24日 - 28日、池袋・シアターグリーン BIG TREE THEATER）
- 昆虫戦士コンチュウジャー2 〜激突! 恐怖の戦士、ネオコンチュウジャー!〜（2017年8月12日 - 20日、全労済ホールスペース・ゼロ） - ヒロイン・桜田‘ファミリア’明日香 役
- 演劇女子部「夢見るテレビジョン」（2017年10月5日 - 15日、全労済ホールスペース・ゼロ）[17] - 福富一豊 役
- おおばかもの 〜みにくいアヒルのプリンシバル〜（2017年11月8日 - 12日、草月ホール）
- K-FARCE「君の願いは雪となる」（2018年2月15日 - 18日、大塚・萬劇場）
- SEPT presents「SANZ II」（2018年4月11日 - 16日、銀座・博品館劇場）
- 劇団ズッキュン娘「夢で逢いま笑」（2018年5月10日 - 20日、吉祥寺シアター）
- 劇団TEAM-ODAC第30回本公演「猫と犬と約束の燈2018-夏」（2018年7月8日 - 16日、全労済ホールスペース・ゼロ）
- K-FARCE〜今回から第何回とかやめたで公演〜「CLAP!CLAP!CLAP!」（2018年7月18日 - 22日、新宿・シアター風姿花伝）- 大袈裟すもも 役
- 劇団たいしゅう小説家 Present's「サギムスメ2018」人生晴れたり曇ったり（2018年8月29日 - 9月2日、八幡山・ワーサルシアター）
- SOLID STARプロデュースvol.15「明るいお葬式〜るんるんは2度死ぬ〜」（2018年9月12日 - 17日、六本木・俳優座劇場）
- エンターテインメント風集団 秘密兵器24th『虚偽申告』（2018年10月3日 - 8日、下北沢「劇」小劇場）
- あなたもきっと経験する恋の話（2018年10月24日 - 28日、浅草六区ゆめまち劇場） - アユミ 役
- 水木英昭プロデュース vol.23「虹色唱歌」（2018年11月29日 - 12月9日、新宿・紀伊國屋ホール）
- 男〆天魚vol.6「週刊少年てんぎょ」（2019年1月23日 - 27日、中野ザ・ポケット）
- 演劇女子部「不思議の国のアリスたち」（2019年4月19日 - 29日、全労済ホールスペース・ゼロ）
- 演劇女子部「遥かなる時空の中で6 外伝～黄昏ノ仮面～」（2019年6月6日 - 16日、サンシャイン劇場、2019年6月22日 - 23日、メルパルクホール） - 本条政虎 役[注 2]
- 音楽劇「トムとジェリー 夢よもう一度」（2019年8月3日 - 11日、御園座、2019年9月12日 - 16日、Bunkamura オーチャードホール、2019年10月17日 - 20日、COOL JAPAN PARK OSAKA WWホール）
- 舞台「時空警察SIG-RAIDER シグレイダー ～刻醒（エヴェイユ）～」（2020年2月29日 - 3月8日、新宿・シアターブラッツ） - クロミネンス・カロン 役
- 知恵と希望と極悪キノコ（2020年8月19日 - 23日、東京芸術劇場シアターウエスト）
- 7BOX「クイーンズ・スケッチ」（2020年9月16日 - 24日、CBGKシブゲキ!!）
- RAVE☆塾 第1回公演「Peace of Clan ～七星のシンフォニア～」（2020年10月17日 - 25日、築地本願寺ブディストホール）[18]
- K-FARCE「ジュブナイル学園2021～日本語版～」（2021年5月19日 - 23日、新宿村LIVE）[19]
- RAVE☆塾vol.2「QUEEN DOM～文化女子の戦におけるかくも腹黒き百花繚乱戦国絵巻～」（2021年6月25日 - 27日、築地本願寺ブディストホール）[20]
- 劇団壱劇屋 東京支部「二ツ巴 -FUTATSUDOMOE-」（2021年12月22日 - 26日、池袋・シアターグリーン BIG TREE THEATER） - 主演 ともえ 役[21][22]
- 海街diary（2022年3月30日 - 4月3日 シアターサンモール、4月9日 - 10日 ABCホール）- 香田佳乃 役[23]
- RAVE☆塾vol.4「かえってきたQUEEN DOM～文化女子の戦におけるかくも腹黒き百花繚乱戦国絵巻～」（2022年6月2日 - 5日、CBGKシブゲキ!!）[24][25]
- RAVE☆塾vol.5「Wteen ～罵詈雑言の剣ヶ峰！背水JKに与えられた指令は問答無用のサプライズ～」（2022年8月25日 - 8月28日、CBGKシブゲキ!!）- 佐久間 役[26][27][28]
- りさ子のガチ恋♡俳優沼（2022年11月3日 - 11月6日、ニッショーホール）- 長谷川佑子 役[29][30]
- RAVE☆塾vol.7「かえってきた璃色リベリオン」（2023年2月2日 - 2月5日、築地本願寺ブディストホール）- 瀬野 役[31][32]
- OFFICE SHIKA PRODUCE「ダリとガラ」（東京公演：2023年3月2日 - 3月12日、座・高円寺 / 大阪公演：2023年3月24日 - 3月26日、ABCホール） - ガラ＆妹 マリア 役[33]
- 劇団マカリスター第9回公演「なんだコイツ」（2023年4月12日 - 4月16日、下北沢駅前劇場） - 竹子 役[34][35]
- ミュージカル「SUNNY」（2023年6月26日 - 7月5日、東京建物 Brillia HALL、7月9日 - 13日、梅田芸術劇場シアター・ドラマシティ） - 千夏 役[36]
- RAVE☆塾vol.11「姫様スターダスト 激しき学級階層の頂点に君臨する麗しきわがままプリンセスが体験した最恐の悪夢」（2023年8月24日 - 8月27日、築地本願寺ブディストホール）[37]
- 劇団マカリスター短編集（2023年9月27日 - 10月1日、劇場MOMO）[38]
- @emotion presents Expression vol.10金『IKIZAMA』（2023年11月8日、六行会ホール） - 亀姫 役[39][40][注 3]
- 結婚クリスマス2023（2023年12月21日 - 24日、築地本願寺ブディストホール）[41]
- RAVE☆塾vol.13「妖声セブンティーン」（2024年1月25日 - 28日、築地本願寺ブディストホール）[42][43]
- 出来損ないと呼ばれた元英雄は、実家から追放されたので好き勝手に生きることにした（2024年3月20日 - 24日、CBGKシブゲキ!!） - ベアトリス・アレリード 役[44][45]
- RAVE☆塾 vol.14「校臨エンプレス ～天真爛漫なる JK が行く魔の道は桜花爛漫なるイガミアイ～」（2024年4月25日 - 29日、築地本願寺ブディストホール）[46]
- 東京War:DS -黒と白のTRIGGER-（2024年5月15日 - 19日、六行会ホール）- ヤマト 役[47][48]
- ヒーロー青春活劇ミュージカル「イリクラ2024 〜Iridescent Clouds〜」（2024年7月18日 - 21日、六行会ホール）- ピンク 役[49]
- 舞台「幕が上がる」（東京公演：2024年8月21日 - 25日、北千住・シアター1010 / 大阪公演：2024年9月14日、箕面市立文化芸能劇場（大ホール）） - さおり 役・座長[50][注 4]
- 演劇女子部「ミラーガール」（2024年11月8日 - 17日、こくみん共済 coop ホール／スペース・ゼロ） - 佐倉麗子 役[51]
- 舞台「7SEEDS〜春の章〜」（2024年12月20日 - 29日、こくみん共済 coop ホール／スペース・ゼロ） - 鯛網ちさ 役[52][53]
- @emotion presents Expression Vol.10 金「IKIZAMA」（2025年1月15日 - 19日、六行会ホール） - 亀姫 役[54][55]
- 方南ぐみ企画公演 朗読劇「青空」（2025年2月6日、六本木・俳優座劇場）[56][57]
- MENSOUL PROJECT vol.1「BUT・AND」（2025年4月2日 - 13日、池袋・あうるすぽっと） - 紗子 役[58][59][60]
- 舞台「ぼくらの七日間戦争2025」（2025年8月24日 - 9月2日〈予定〉、東京建物 Brillia HALL / 9月10日 - 18日〈予定〉、東京建物 Brillia HALL 箕面 大ホール / 9月24日 - 28日〈予定〉、京都劇場 / 10月2日・3日〈予定〉、東海市芸術劇場 大ホール / 11月7日 - 9日〈予定〉、熊本城ホール メインホール / 11月7日 - 9日〈予定〉、東京建物 Brillia HALL） - ⻄脇由布⼦ 役[61]

### ライブ
- Hello! Project 20th Anniversary!! Hello! Project 2018 SUMMER 〜ONE FOR ALL〜（2018年8月4日、中野サンプラザ、夜公演） - ゲスト出演[62]
- Hello! Project 20th Anniversary!! Hello! Project COUNTDOWN PARTY 2018 〜GOOD BYE & HELLO!〜 第2部（2018年12月31日、中野サンプラザ） - ゲスト出演
- Hello! Project 20th Anniversary!! Hello! Project 2019 WINTER 〜YOU & I〜/〜NEW AGE〜（2019年1月2日・5日、中野サンプラザ、計3公演） - ゲスト出演[63]
- Hello! Project Year-End Party 2021 〜GOOD BYE & HELLO! 〜（2021年12月30日・31日、中野サンプラザ）[64] - 各々1部ゲスト出演
- Hello! Project Year-End Party 2022 ～GOOD BYE & HELLO!～（2022年12月30日、中野サンプラザ）[65] - MC
- Hello! Project 25th ANNIVERSARY CONCERT「ALL FOR ONE & ONE FOR ALL!」ACT II（2023年9月10日、国立代々木競技場 第一体育館）[66]

### オンライン朗読
- オンライン朗読劇「あなたもきっと経験する恋の話」（2020年6月12日） - アユミ 役

## 書籍

### 写真集
- maasa（2009年3月11日、キッズネット）[67]

## 参加ユニット
- Berryz工房（2004年 - 2015年） - メンバーカラーは「青」
- 企画ユニット
  - 4KIDS
- シャッフルユニット
  - H.P.オールスターズ（2004年）
  - ZYX-α（2009年 - ）
  - ハロー!プロジェクト モベキマス（2011年）

その他
- Gatas Brilhantes H.P.
- リトルガッタス